# Barking (album)
Barking – ósmy album studyjny Underworld, wydany 12 i 13 września 2010 roku jako CD i płyta winylowa.
Album doszedł do 3. miejsca na UK Dance Albums.

## Album

### Historia i wydania
Na początku czerwca 2010 roku Underworld ujawnił szczegóły dotyczące swojego kolejnego albumu, Barking, którego wydanie zaplanowano na jesień tego roku – nakładem Cooking Vinyl w Wielkiej Brytanii i Om Records w Stanach Zjednoczonych. Według informacji prasowej, Rick Smith i Karl Hyde napisali wszystkie dziewięć utworów w swoim studiu w Essex, a następnie wysłali niedokończony album swoim gościom, którzy urozmaicili go własnymi produkcjami. Wśród nich znaleźli się: Paul van Dyk, Dubfire, Appleblim, Al Tourettes i High Contrast. Underworld pojawia się samodzielnie jedynie w ostatnim utworze albumu, „Louisiana”. Aby dać słuchaczom przedsmak nowego albumu, zespół udostępnił za darmo na swojej stronie internetowej piosenkę „Scribble”, której autorem i producentem jest High Contrast. W tym samym miesiącu zespół opublikował album jako promo za pośrednictwem własnego sklepu internetowego Underworldlive.com. Oficjalna premiera albumu (w wersji CD) miała miejsce 12 września w Wielkiej Brytanii, również nakładem Underworldlive.com. 13 września ukazał się album z dodatkiem DVD, a także jako podwójny LP, tym razem nakładem Underworldlive.com i Cooking Vinyl. 14 września 2010 roku za pośrednictwem Om Records i Underworldlive.com wyszedł jako CD w Stanach Zjednoczonych.   

### Lista utworów
| 1. | Bird 1 producent, keyboardy (dodatkowe) – Dubfire                                  | 6:51  |
|    |                                                                                    |       |
| 2. | Always Loved A Film chórki – Esme Smith producenci – D. Ramirez, Mark Knight       | 6:53  |
|    |                                                                                    |       |
| 3. | Scribble głos (recytacja) – Clare Pugh autor, producent – Lincoln Barrett          | 6:58  |
|    |                                                                                    |       |
| 4. | Hamburg Hotel producenci – Al Tourettes, Appleblim                                 | 5:19  |
|    |                                                                                    |       |
| 5. | Grace producent, keyboardy (dodatkowe) – Dubfire                                   | 5:12  |
|    |                                                                                    |       |
| 6. | Between Stars producenci – D. Ramirez, Mark Knight autor, producent – Darren Price | 6:06  |
|    |                                                                                    |       |
| 7. | Diamond Jigsaw producent – Paul van Dyk                                            | 5:37  |
|    |                                                                                    |       |
| 8. | Moon In Water głos (recytacja) – Danielle Short autor, producent – Lincoln Barrett | 5:42  |
|    |                                                                                    |       |
| 9. | Louisiana                                                                          | 5:06  |
|    |                                                                                    |       |
|    |                                                                                    | 53:44 |
|    |                                                                                    |       |

| A1. | Bird 1              |  |
|     |                     |  |
| A2. | Always Loved A Film |  |
|     |                     |  |

| B1. | Scribble      |  |
|     |               |  |
| B2. | Hamburg Hotel |  |
|     |               |  |

| C1. | Grace         |  |
|     |               |  |
| C2. | Between Stars |  |
|     |               |  |

| D1. | Diamond Jigsaw |  |
|     |                |  |
| D2. | Moon In Water  |  |
|     |                |  |
| D3. | Louisiana      |  |
|     |                |  |

| 1.  | Bird 1 reżyser teledysku – Dylan Kendle wydawca teledysku – Richard Anthony producent teledysku (postprodukcja) – Duncan Horn zdjęcia – PeterThiedeke                | 6:50  |
|     | |       |
| 2.  | Always Loved A Film reżyser teledysku – Graham Wood wydawcy teledysku, producenci teledysku (postprodukcja) – Jerry Chater, Jon Hollis                               | 6:54  |
|     | |       |
| 3.  | Scribble reżyser teledysku – Toby Vogel | 6:57  |
|     | |       |
| 4.  | Hamburg Hotel reżyserzy teledysku – Dylan Kendle, Joost Korngold | 5:18  |
|     | |       |
| 5.  | Grace reżyser teledysku – Jason Kedgley producent teledysku – Mike Turoff                                                                                            | 5:11  |
|     | |       |
| 6.  | Between Stars reżyser teledysku – Michael Horsham wydawca teledysku – Francis Harris                                                                                 | 6:06  |
|     | |       |
| 7.  | Diamond Jigsaw reżyserzy teledysku – Hudson-Powell, Simon Taylor | 5:36  |
|     | |       |
| 8.  | Moon In Water choreografia – Jonathan Lunnkamerzysta – Zac Nicholson reżyser teledysku, producent teledysku – Timothy Bricknell wydawca teledysku – Marian Theodotou | 5:31  |
|     | |       |
| 9.  | Louisiana gościnnie – Anis Marks reżyserzy teledysku – Danielle Short, Toby Vogel                                                                                    | 5:04  |
|     | |       |
| 10. | Napisy | 2:00  |
|     | |       |
|     | | 55:27 |
|     | |       |

Personel:
- autor – Karl Hyde
- autor, producent – Rick Smith
- kierownictwo graficzne, zdjęcia – John Warwicker
- producent wykonawczy – Steven Hall
- mastering – Miles Showell
- miksowanie (dodatkowe) – Simon Gogerly
- programowanie (dodatkowe), inżynier (dodatkowy) – Darren Price
- ilustracje (rysunki) – Dexter
- management – Geoff Jukes, Mike Gillespie

## Odbiór

### Opinie krytyków
| Oceny łączne         | Oceny łączne |
| Publikacja           | Ocena        |
| -------------------- | ------------ |
| Album of the Year    | 66/100       |
| AnyDecentMusic?      | 6.4/10       |
| Metacritic           | 67/100       |
| Recenzje             |              |
| Publikacja           | Ocena        |
| AllMusic             | [ 14 ]       |
| The A.V. Club        | C            |
| Consequence of Sound | C-           |
| DIY                  | [ 17 ]       |
| Drowned in Sound     | 6/10         |
| Financial Times      | [ 19 ]       |
| laut.de              | [ 20 ]       |
| musicOMH             | [ 21 ]       |
| NME                  | [ 22 ]       |
| Pitchfork            | 5.9/10       |
| PopMatters           | 7/10         |
| RYM                  | 3.07/5       |
| Record Collector     | [ 26 ]       |
| Spin                 | 7/10         |
| Sputnikmusic         | 3.2/5        |

Album otrzymał ogólnie pozytywne oceny na podstawie 18 recenzji krytycznych zebranych przez Metacritic.
„To co Underworld zawsze zachowuje to unikalne ciepło, które emanuje wielkimi, obfitymi impulsami ze wszystkiego co robią. Jest w ich muzyce lekkość i wesołość, która łączy się z niesłabnącą siłą oddziaływania, jest na tej płycie poczucie głębokiego zadowolenia i spokoju. Może nie są teraz pionierami, ale to nie jest ważne – nigdy nie są mniejsi od siebie samych, a pomijając drobne zastrzeżenia – jest to brzmienie muzyków, którzy nie mają nic do udowodnienia a wszystko do dania.” – twierdzi Sarah Bee z BBC.
„Na ósmym albumie Underworld duet szukał produkcji z zewnątrz, co przyniosło efekt w postaci pół tuzina tanecznych gwiazd, które pociągnęły starzejący się duet w kilku różnych kierunkach, głównie popu, transu i, okazjonalnie, rodzimego techno” – ocenia John Bush z AllMusic zauważając w podsumowaniu: „Mimo że nie jest to Underworld w najlepszym wydaniu, teksty piosenek duetu pasują do mainstreamowych produkcji i dają w efekcie solidny album taneczny na miarę drugiej dekady XXI wieku”.
Według Sachyna Mitala z magazynu PopMatters „nowy album Underworld jest wyraźnie underworldowy, ma większą spójność niż dwa poprzednie albumy studyjne (A Hundred Days Off i Oblivion with Bells), a także większą atrakcyjność”.
Zdaniem Andrew Gaeriga z magazynu Pitchfork Barking ma zróżnicowany charakter, który zawdzięcza różnym producentom. Recenzent zauważa przy tym, iż działania te „wydają się być jednak raczej zabiegiem marketingowym niż muzycznym, ponieważ brzmieniowe zróżnicowanie Barking jest tak naprawdę nie większe niż na większości albumów Underworld”. Underworld jest według niego „świetnym zespołem albumowym” specjalizującym się w singlach, czego dowodem są dwa poprzednie albumy, słabo przyjęte choć „zawierające jeden lub dwa świetne utwory”. Tak więc Barking utrzymuje kurs, z widokiem na sprawniejszy, szczęśliwszy Underworld. Najwyższy czas” – konstatuje autor.
„Można śmiało powiedzieć, że taka elektroniczna grupa jak Underworld wie co robi. Jeśli duet mistrzów beatu może nadal tworzyć płyty i cieszyć fanów po prawie 30 latach, to najwyraźniej opanował swoje rzemiosło. Ale w miarę jak świat muzyki elektronicznej staje się coraz większy, z różnymi gatunkami i etykietami, takimi jak techno, house, rave, hardcore, old school, dub step, break beats i trance, grupy muszą nadążać za nowoczesnością. Underworld był w stanie pokryć wszystkie rodzaje elektronicznego gruntu na Barking i chociaż większość z nich jest bardzo dobra, nie posunąłbym się do nazwania żadnej z nich 'klasyczną'” – ocenia album Ted Maider z magazynu Consequence of Sound.
„Biorąc pod uwagę karuzelę produkcyjną, która stoi za tym albumem, trudno określić, kogo należy pochwalić, a kogo obwinić” ” – zastanawia się Ben Weisz z musicOMH. „Aż kusi, żeby pomyśleć, że gdyby wszystkie dziewięć utworów wyprodukował Paul van Dyk, to byłby to natychmiastowy klasyk. W obecnej formie Barking jest jednak w większości solidnym albumem, rozczarowującym z powodu kilku słabych ogniw. Nie jest to album przełomowy, nie ma na nim nowych Born Slippys, ale warto go posłuchać” – ocenia na koniec.
Również Alex Baker z Drowned in Sound twierdzi, że „trudno jest określić, komu przypisać zasługi, a kogo obarczyć winą” za album Barking „ponieważ partnerzy Underworld pojawiają się w wielu utworach”. Według niego album jest z gatunku „na chybił trafił”. Jako najlepsze utwory wymienił 'Bird 1' i 'Grace', oba stworzone we współpracy z Dubfire, zaś jako najsłabsze – 'Scribble' i 'Moon in Water', powstałe przy współpracy z High Contrastem.
Z kolei Barry Walter z magazynu Spin przypuszcza, iż Smith i Hyde na swoich dwóch ostatnich albumach studyjnych, powstałych po odejściu Darrena Emersona starali się udowodnić, że jego nieobecność nie wpłynęła znacząco na poziom tychże. Korzystając z pomocy takich producentów jak: High Contrast, Dubfire i Paul van Dyk, Underworld mógł skupić się na „tworzeniu wpadających w ucho melodii, które nawiązują do elektronicznego okresu jego świetności oraz na bardziej osobistych, spójnych tekstach. Szczere emocje zaskakująco pasują do tych parkietowych surrealistów” – ocenia recenzent.

### Listy tygodniowe
| Kraj              | Lista                       | Pozycja |
| ----------------- | --------------------------- | ------- |
| Australia         | Australian Charts           | 46      |
| Belgia            | Ultratop (Flandria)         | 26      |
| Belgia            | Ultratop (Walonia)          | 29      |
| Holandia          | Dutch Charts                | 27      |
| Irlandia          | Albums Chart                | 36      |
| Niemcy            | Offizielle Deutsche Charts  | 73      |
| Stany Zjednoczone | Billboard 200               | 151     |
| Stany Zjednoczone | Independent Albums          | 33      |
| Stany Zjednoczone | Top Dance/Electronic Albums | 6       |
| Stany Zjednoczone | Top Sales Albums            | 151     |
| Szwajcaria        | Schweizer Hitparade         | 60      |
| Wielka Brytania   | UK Albums Chart             | 26      |
| Wielka Brytania   | UK Dance Albums             | 3       |
| Wielka Brytania   | UK Download Albums          | 22      |
| Wielka Brytania   | UK Physical Albums          | 29      |

### Certyfikaty
W 2010 roku zespół otrzymał srebrny certyfikat (IMPALA Silver) od Independent Music Companies Association (IMPALA) za sprzedaż co najmniej 30 tysięcy egzemplarzy w całej Europie.